# Dinophilus borealis
Dinophilus borealis är en ringmaskart som beskrevs av Diesing 1862. Dinophilus borealis ingår i släktet Dinophilus och familjen Dinophilidae. Inga underarter finns listade i Catalogue of Life.